# Arthur H. Robinson
Pour les articles homonymes, voir Arthur Robinson et Robinson.
Arthur H. Robinson est un cartographe et géographe américain né le 5 janvier 1915 à Montréal et mort le 10 octobre 2004 à Madison, Wisconsin. Professeur au département de géographie de l'Université du Wisconsin-Madison à partir de 1947 jusqu'à ce qu'il prenne sa retraite en 1980, l'une de ses plus célèbres réalisations est la projection de Robinson en 1963.
Pour son rôle à l'Office of Strategic Services (OSS) durant la Seconde Guerre mondiale, il a reçu la Legion of Merit en 1946.